# Курочкин, Владимир Степанович
Влади́мир Степа́нович Ку́рочкин (25 января (6 февраля) 1829, Санкт-Петербург — 8 (20) апреля 1885, Санкт-Петербург) — русский драматург, переводчик и редактор, издатель, сатирик; брат Василия и Николая Курочкиных.

## Биография
Воспитывался в Дворянском полку. Выпущен прапорщиком в пехотный полк короля Неаполитанского (1848). Служил в различных должностях и званиях до 1865. В 1865 вышел в отставку и арендовал литографию, с 1875 владелец литографии. В 1864—1867 ответственный редактор сатирического журнала «Искра». В 1866—1870 был ответственным редактором газеты на татарском языке «Файде» («Польза»)

## Творческая деятельность
Перевёл и переделал, под псевдонимом Влад — К — ин, ряд пьес: «Зелёный остров» (совместно с И. В. Фёдоровым-Омулевским; постановка 1873, издание 1883), «Кто виноват?» (1873), «Дважды два — пять» (СПб., 1875); «Дневник модистки» (СПб., 1875) и другие; издавал «Невский сборник» (СПб., 1867).